# 長體結耙非鯽
長體結耙非鯽（學名：Chromidotilapia elongata），為輻鰭魚綱鱸形目隆頭魚亞目慈鯛科的其中一種，分布於非洲剛果共和國的淡水流域，體長可達8.5公分，棲息在底中層水域，生活習性不明。
其种加词“elongata”意为“长的”。